# Svetislav Valjarević
Svetislav Valjarević (Veliko Gradište, 20. lipnja 1909. – Vernon, 22. rujna  1996.) bio je hrvatski nogometaš i nogometni reprezentativac.

### Reprezentativna karijera
Za nogometnu reprezentaciju Kraljevine Jugoslavije odigrao je 12 utakmica i postigao 4 pogotka.